# 贝尔梅斯德拉莫拉莱达
贝尔梅斯德拉莫拉莱达，是西班牙安达卢西亚自治区哈恩省的一个市镇。总面积49平方公里，总人口1894人（2001年），人口密度39人/平方公里。